# 愛知県立本郷高等学校

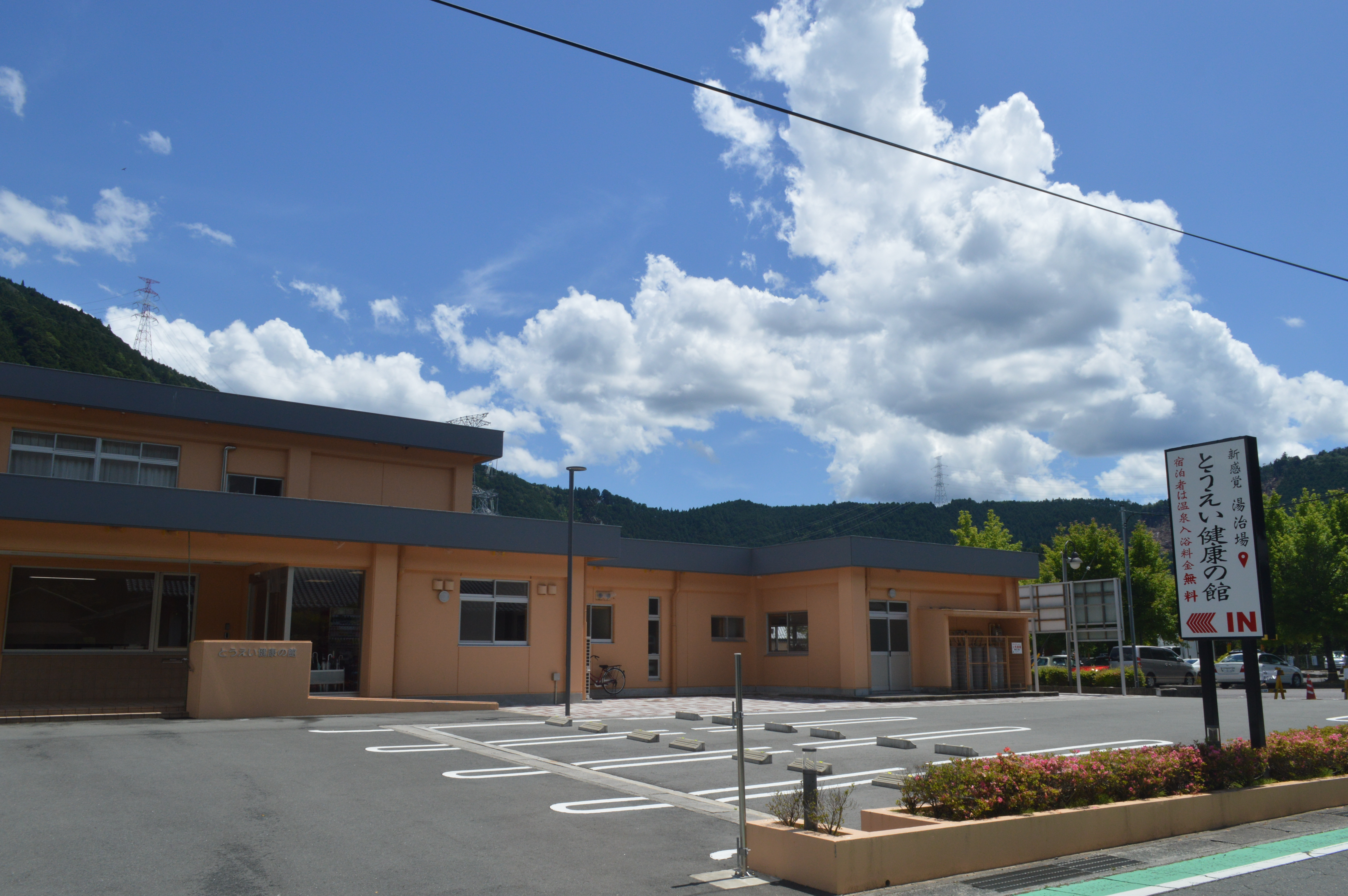
1991年竣工の「東雲寮」※とうえい健康の館への転用後の写真

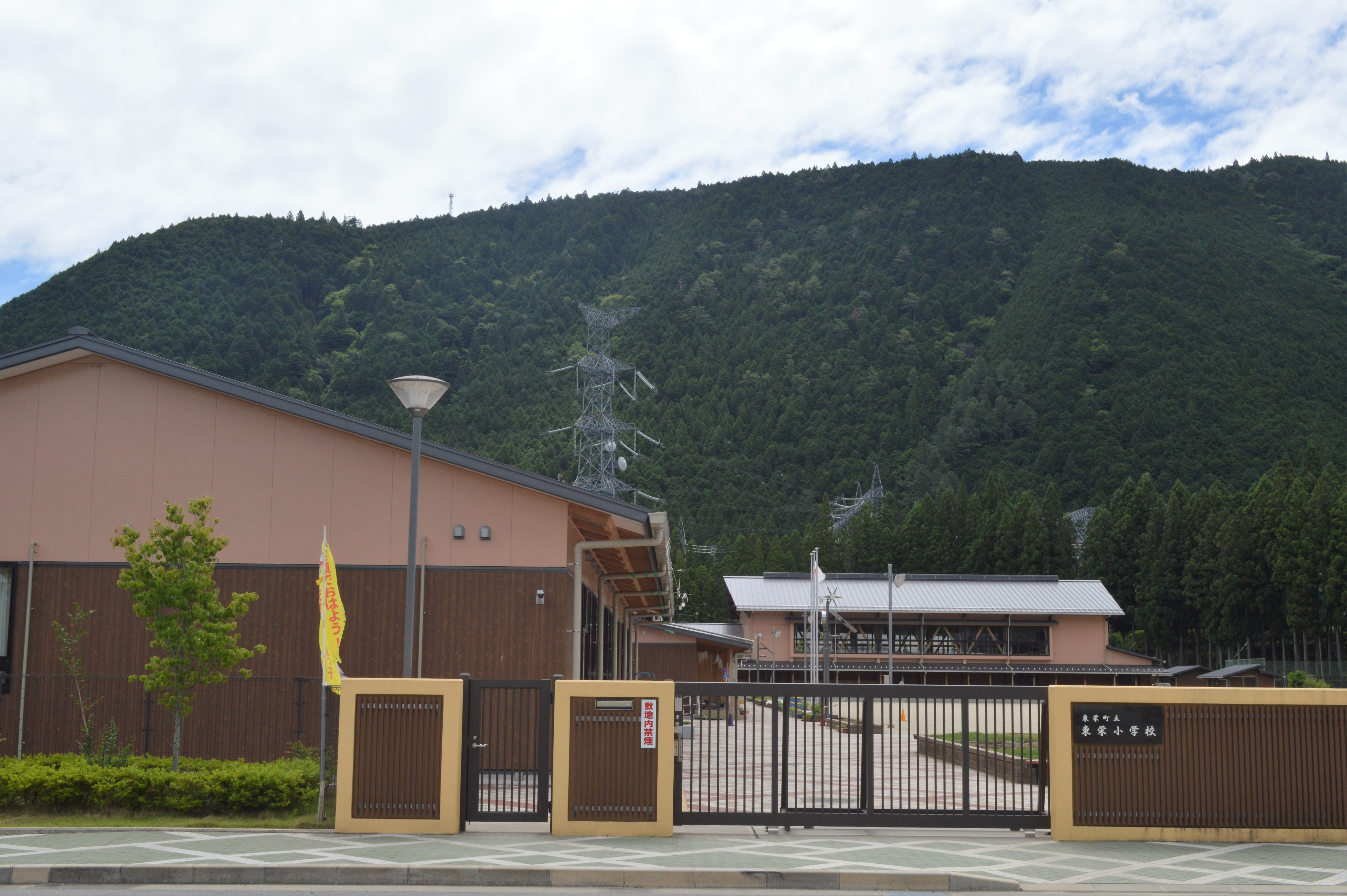
高校跡地に移転した東栄町立東栄小学校

愛知県立本郷高等学校（あいちけんりつ ほんごうこうとうがっこう）は、愛知県北設楽郡東栄町にあった公立高等学校。1948年（昭和23年）に開校し、1950年（昭和25年）に愛知県に移管された。2000年（平成12年）には愛知県立新城東高等学校本郷校舎に改称し、2007年度（平成19年度）末をもって閉校した。

## 年表
- 1948年（昭和23年）6月24日 - 北設楽郡7町村学校組合立の本郷高等学校が開校。
- 1950年（昭和25年）5月25日 - 愛知県に移管されて愛知県立本郷高等学校に改称。
- 2000年（平成12年）4月 - 新城市の県立新城東高校の分校となり、愛知県立新城東高等学校本郷校舎に改称。
- 2005年（平成17年）3月 - 最後の新入生募集。
- 2008年（平成20年）3月31日 - 閉校。
- 2021年（令和3年）3月31日　- 証明書等の事務は愛知県立新城有教館高等学校に引き継がれる。

## 歴史

### 組合立本郷高校（1948 - 1950）
1948年（昭和23年）6月10日に設立の認可を受けて、6月24日、北設楽郡の7町村（振草村・御殿村・本郷町・下川村・園村・豊根村・富山村）の学校組合立による本郷高等学校が開校した。校名については北設楽郡東部の町村を母体とするため「東部高等学校」という案も出たが、結局は所在地の本郷を名称としている。開校当初は規模の大きな民家、本郷町立東部中学校の一部、本郷高等裁縫女学校の校舎跡なども間借りして授業を行った。

### 県立本郷高校（1950 - 2000）
2年後の1950年（昭和25年）4月1日には高校が愛知県に移管され、5月25日に愛知県立本郷高等学校の開校式と校舎竣工式が行われた。1951年（昭和26年）3月には初の卒業生（第一期生20人）を送り出した。第二期生は35人、第三期生は61人と卒業生数を増やしていったが、昭和20年代にはまだ高校進学率が高くなかった。1953年（昭和28年）には閉校まで続く校地に校舎を新築した。1966年（昭和41年）には生徒数がピークとなり、約460人が在籍していた。
近年に生徒数が減少したことで、地域と一体となった生涯学習活動を進めており、1999年（平成11年）には学校図書室の住民開放を行った。愛知県教育委員会によると「文化祭など以外で図書室を開放する高校は珍しい」という。蔵書は参考図書や小説などを中心に約17,000冊であり、夏休み期間中でも日直がいれば対応していた。

### 県立新城東高校本郷校舎（2000 - 2008）
2000年（平成12年）4月には愛知県立新城東高等学校本郷校舎に改称した。2005年度（平成17年度）の生徒数は61人であり、うち2005年度の新入生は募集人員40人に対して8人だった。愛知県は2006年度に生徒募集を行わないことを決定。2007年度（平成19年度）末の2008年（平成20年）3月1日に閉校式が行われ、最後の卒業生を送り出した。のべ卒業生は4,736人。なお、同時に豊田市稲武町の愛知県立田口高等学校稲武校舎も閉校しており、北設楽郡にある高校は設楽町の愛知県立田口高等学校のみとなった。

### 閉校後
2012年（平成24年）には新城東高校本郷校舎の土地や建物が愛知県から東栄町に譲渡された。2012年度（平成24年度）から2013年度（平成25年度）にかけて、新城東高校本郷校舎跡地に東栄町立東栄小学校の新校舎が建設され、2013年（平成25年）8月29日に竣工式が行われた。
閉校より8年早く2000年（平成12年）に閉鎖されていた寄宿舎「東雲寮」は、2015年（平成27年）に隣接するとうえい温泉 はなまつりの湯の湯治施設「とうえい健康の館」に転用された。1991年（平成3年）竣工の鉄骨鉄筋コンクリート造2階建の建物であり、延床面積は685平方メートルである。1971年（昭和46年）竣工と新しい管理棟を東栄町役場に転用する計画もあったが、結局は管理棟も2017年（平成29年）に解体された。
新城東高校本郷校舎の閉校時の一時期、東栄町から設楽町への直通路線バスが消滅したため、東栄町唯一の中学校である東栄町立東栄中学校からは、最大で年10人前後が県境を越えて静岡県立佐久間高等学校に進学していたが、2010年（平成22年）のおでかけ北設発足で東栄町から設楽町への直通路線バスが再開したことや、2014年（平成26年）から、北設楽郡内の他の3中学校に遅れて、東栄中学校と愛知県立田口高等学校の連携型中高一貫教育が始まったことで、県境越えの進学は減少傾向にある。

## 著名な卒業生
- 伊藤隆偉 - 元プロ野球選手（投手・1987年ドラフト会議で阪急ブレーブスから4位指名）[12][13]